# 第8裝甲旅 (以色列)
第8裝甲旅（希伯來語：‎）是以色列国防军的後備部隊，於1948年組建，隸屬第91師。此後，該旅持續參與以軍軍事行動，如1948年以色列-阿拉伯戰爭、六日戰爭及1982年黎巴嫩戰爭